# Elecciones generales de Groenlandia de 1983

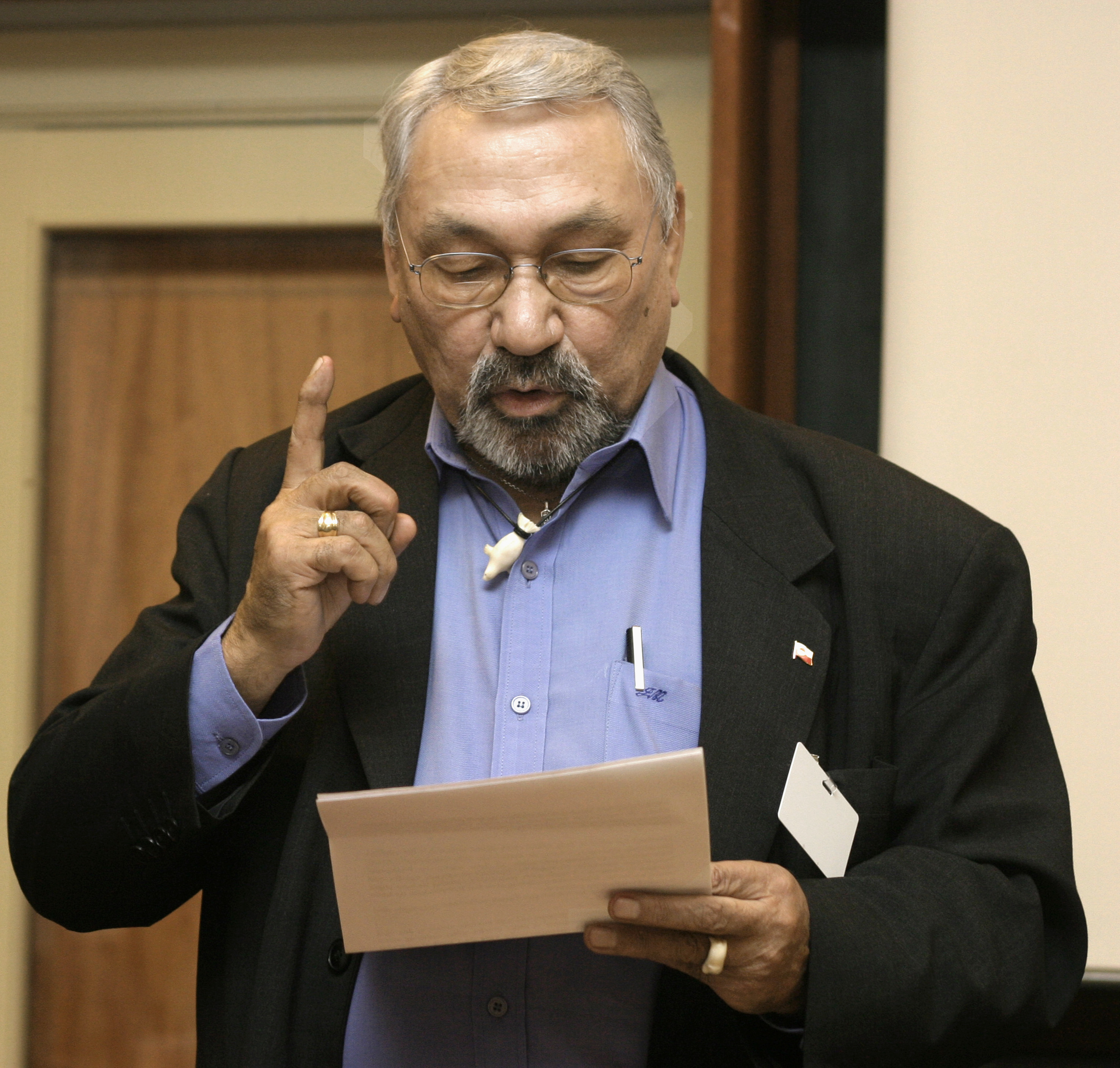
Jonathan Motzfeldt, primer ministro de Groenlandia desde 1979 hasta 1991.

Elecciones generales tuvieron lugar en Groenlandia en abril de 1983. Tanto Siumut como Atassut obtuvieron 12 de los 26 escaños en el Parlamento.

## Resultados
| Partido                                       | Votos  | %     | Escaños | +/– |
| --------------------------------------------- | ------ | ----- | ------- | --- |
| Atassut                                       | 11 443 | 46,64 | 12      | +4  |
| Siumut                                        | 10 371 | 42,27 | 12      | –1  |
| Inuit Ataqatigiit                             | 2 612  | 10,65 | 2       | +2  |
| Independientes                                | 111    | 0,45  | 0       | 0   |
| Votos en blanco/nulos                         | 667    | –     | –       | –   |
| Total                                         | 25 204 | 100   | 26      | +5  |
| Electores registrados/participación           | 33 953 | 74,23 | –       | –   |
| Fuente: Election Passport Parties & Elections |        |       |         |     |